# Nicholas Pike
Pour les articles homonymes, voir Pike.
Nicholas Pike (né en 1955) est un compositeur de musiques de films britannique.

## Filmographie
- 1987 : Mission Manila
- 1987 : Graveyard Shift
- 1988 : Critters 2 (Critters 2: The Main Course)
- 1989 : C.H.U.D. II - Bud the Chud
- 1989 : Gideon Oliver (série télévisée)
- 1989 : Appel au secours (A Cry for Help: The Tracey Thurman Story) de Robert Markowitz (TV)
- 1990 : Red Evil Terror (I'm Dangerous Tonight) (TV)
- 1990 : Le Prince et le Pauvre (The Prince and the Pauper)
- 1992 : La Nuit déchirée (Sleepwalkers)
- 1992 : The Secret Passion of Robert Clayton (TV)
- 1992 : Captain Ron de Thom Eberhardt
- 1992 : Perfect Family (TV)
- 1993 : Attack of the 50 Ft. Woman (TV)
- 1994 : L'Apprenti millionnaire (Blank Check)
- 1995 : In the Shadow of Evil (TV)
- 1995 : W.E.I.R.D. World (TV)
- 1995 : A Child Is Missing (TV)
- 1997 : Shining (The Shining) (feuilleton TV)
- 1997 : Ghosts
- 1997 : Telling Lies in America
- 1997 : Star Kid
- 1998 : Delivered
- 1998 : L'Expérience fatale (en) (Host) (TV)
- 1999 : Passe-temps interdits (Our Guys: Outrage at Glen Ridge) (TV)
- 1999 : The Lot (série télévisée)
- 2000 : Droit au cœur (Return to Me)
- 2001 : The Caretaker
- 2001 : The Judge (TV)
- 2002 : La Chevauchée de Virginia (Virginia's Run)
- 2002 : Terreur.point.com (FeardotCom) et FeardotCom: Visions of Fear pour l'édition vidéo (2003)
- 2002 : Life with Bonnie (série télévisée)
- 2003 : Memories (The I Inside)
- 2003 : Love Object
- 2004 : Riding the Bullet
- 2005 : Checking Out (en)
- 2005 : The L.A. Riot Spectacular
- 2005 : Desperation
- 2011 : Bag of Bones
- 2022 : King on Screen de Daphné Baiwir (Documentaire)